# Katharina Hennig
Katharina Hennig (Annaberg-Buchholz, 14 de junio de 1996) es una deportista alemana que compite en esquí de fondo.
Participó en dos Juegos Olímpicos de Invierno, obteniendo dos medallas en Pekín 2022, oro en velocidad por equipo (junto con Victoria Carl) y plata en el relevo (con Katherine Sauerbrey, Victoria Carl y Sofie Krehl), y el sexto lugar en Pyeongchang 2018, en el relevo.
Ganó dos medallas en el Campeonato Mundial de Esquí Nórdico, en los años 2023 y 2025, ambas en la prueba de relevo.

## Palmarés internacional
| Juegos Olímpicos   | Juegos Olímpicos    | Juegos Olímpicos  | Juegos Olímpicos     |
| Año                | Lugar               | Medalla           | Prueba               |
| ------------------ | ------------------- | ----------------- | -------------------- |
| 2022               | Pekín (China)       | Medalla de oro    | Velocidad por equipo |
| 2022               | Pekín (China)       | Medalla de plata  | Relevo 4 × 5 km      |
| Campeonato Mundial |                     |                   |                      |
| Año                | Lugar               | Medalla           | Prueba               |
| 2023               | Planica (Eslovenia) | Medalla de plata  | Relevo 4 × 5 km      |
| 2025               | Trondheim (Noruega) | Medalla de bronce | Relevo 4 × 7,5 km    |